# Stade de la Beaujoire
Het Stade de la Beaujoire - Louis Fonteneau, beter bekend als La Beaujoire is een voetbalstadion in Nantes en heeft 38.285 zitplaatsen. Het stadion wordt vooral gebruikt voor wedstrijden van FC Nantes.
Het stadion werd op 8 mei 1984 geopend met een vriendschappelijke wedstrijd tussen FC Nantes en Roemenië, hiervoor speelde FC Nantes in het Stade Marcel Saupin. In deze zomer werden er ook een aantal wedstrijden voor het Europees kampioenschap voetbal 1984 gehouden in het stadion. La Beaujoire had toen een capaciteit van 52.923, maar dit verminderde door een grootschalige renovatie van het stadion wat nodig was om wedstrijden voor het wereldkampioenschap voetbal 1998 te organiseren.
Naast voetbalwedstrijden zijn er ook enkele rugbywedstrijden in het stadion gespeeld, waaronder een gedenkwaardige winst van Frankrijk op Nieuw-Zeeland (16-3) op 15 november 1986. Er worden ook drie wedstrijden voor het wereldkampioenschap rugby 2007 gespeeld in Stade de la Beaujoire.

## WK interlands
| № | Datum        | Wedstrijd                      | Uitslag | Competitie             | Toeschouwers |
| - | ------------ | ------------------------------ | ------- | ---------------------- | ------------ |
| 1 | 13 juni 1998 | Spanje – Nigeria               | 2 – 3   | WK 1998 Groepsfase (D) | 33.257       |
| 2 | 16 juni 1998 | Brazilië – Marokko             | 3 – 0   | WK 1998 Groepsfase (A) | 35.000       |
| 3 | 20 juni 1998 | Japan – Kroatië                | 3 – 0   | WK 1998 Groepsfase (H) | 35.500       |
| 4 | 23 juni 1998 | Chili – Kameroen               | 1 – 1   | WK 1998 Groepsfase (B) | 35.500       |
| 5 | 25 juni 1998 | Verenigde Staten – Joegoslavië | 0 – 1   | WK 1998 Groepsfase (F) | 35.500       |
| 6 | 3 juli 1998  | Brazilië – Denemarken          | 3 – 2   | WK 1998 Kwartfinale    | 35.500       |

Stade de France (Saint-Denis) · Stade Vélodrome (Marseille) · Parc des Princes (Parijs) · Stade Bollaert-Delelis (Lens) · Stade de Gerland (Lyon) · Stadium de Toulouse (Toulouse) · Stade Geoffroy-Guichard (Saint-Étienne) · Parc Lescure (Bordeaux) · Stade de la Mosson (Montpellier) · Stade de la Beaujoire (Nantes)
Stade Raymond-Kopa (Angers) ·
Matmut Atlantique (Bordeaux) ·
Stade Francis-Le Blé (Brest) ·
Stade Gabriel Montpied (Clermont) ·
Stade Bollaert-Delelis (Lens) ·
Stade Pierre-Mauroy (Lille) ·
Stade du Moustoir (Lorient) ·
Parc Olympique Lyonnais (Lyon) ·
Stade Vélodrome (Marseille) ·
Stade Saint-Symphorien (Metz) ·
Stade Louis II (Monaco) ·
Stade de la Mosson (Montpellier) ·
Stade de la Beaujoire (Nantes) ·
Allianz Riviera (Nice) ·
Parc des Princes (PSG) ·
Stade Auguste-Delaune (Reims) · 
Roazhon Park (Rennes) ·
Stade Geoffroy-Guichard (Saint-Étienne) ·
Stade de la Meinau (Strasbourg) ·
Stade de l'Aube (Troyes)
Stade François Coty (Ajaccio) ·
Stade de la Licorne (Amiens) ·
Stade de l'Abbé-Deschamps (Auxerre) ·
Stade Armand Cesari (Bastia) ·
Stade Michel d'Ornano (Caen) ·
Stade Gaston Gérard (Dijon) ·
Stade Marcel-Tribut (Dunkerque) ·
Stade des Alpes (Grenoble) ·
Stade du Roudourou (Guingamp) ·
Stade Océane (Le Havre) ·
Stade Marcel Picot (Nancy) ·
Stade des Costières (Nîmes) ·
Stade René Gaillard (Niort) ·
Stade Charléty (Paris) · 
Nouste Camp (Pau) ·
Stade Paul-Lignon (Rodez) ·
Stade Robert-Diochon (Quevilly-Rouen) ·
Stade Auguste Bonal (Sochaux) ·
Stadium Municipal (Toulouse) · 
Stade du Hainaut (Valenciennes)
Stade de France (Frans nationaal stadion) ·
Parc des Sports d'Avignon (Avignon) ·
Stade Gaston Petit (Châteauroux) ·
Stade Dominique Duvauchelle (Créteil) ·
Parc des Sports d'Annecy (Annecy) ·
Stade Ange Casanova (Gazélec Ajaccio) ·
Stade Francis-Le Basser (Laval) ·
Stade de la Source (Orléans) ·
Stade Bauer (Red Star) ·
Stade Jean-Bouin (Stade français) ·
Stade de la Vallée du Cher (Tours)